# John Vaughan-Morgan
John Kenyon Vaughan-Morgan (2 février 1905 - 26 janvier 1995) est un homme politique britannique du Parti conservateur.

## Famille et jeunesse
Vaughan-Morgan est le fils cadet de Kenyon Pascoe Vaughan-Morgan, officier de l'armée et député conservateur. Son grand-oncle est l'homme politique libéral Octavius Vaughan Morgan. Il fait ses études au Collège d'Eton et Christ Church, Oxford,.

## Carrière
En 1928, il entre en politique lorsqu'il est élu au Chelsea Borough Council à Londres, et est président de l'East Fulham Conservative Association, la circonscription précédemment représentée par son père, de 1935 à 1938.
En 1940, il épouse Emily Cross de New York. La Seconde Guerre mondiale éclate en 1939, et peu de temps après son mariage, Vaughan-Morgan s'enrôle dans les Welsh Guards. Il passe les cinq années suivantes en service actif continu en dehors du Royaume-Uni, arrivant à la fin à la guerre au poste d'officier d'état-major du 21e groupe d'armées,.
Après la guerre, il est élu au London County Council pour représenter Chelsea en 1946, restant au conseil jusqu'en 1952,. Aux élections générales de 1950, il est élu à la Chambre des communes comme député de Reigate dans le Surrey, occupant le siège pendant vingt ans jusqu'à sa retraite aux élections de 1970,. En 1957, il est secrétaire parlementaire du ministère de la Santé et ministre d'État à la Chambre de commerce de 1957 à 1959. Après les élections générales de 1959, il retourne à l'arrière-ban.
Il est créé baronnet, d'Outwood dans le comté de Surrey, dans les honneurs du Nouvel An 1960 "pour les services politiques et publics" et est nommé au Conseil privé dans les honneurs d'anniversaire de 1961.
Après sa retraite des Communes, il est créé pair à vie sous le titre de baron Reigate, d'Outwood dans le comté de Surrey le 2 juillet 1970. Administrateur d'un certain nombre de sociétés basées dans la City de Londres, il est maître de la Worshipful Company of Merchant Taylors en 1970. Il est aussi Président du Conseil d'Hôpital de Westminster de 1963 à 1974, et en 1971 il est fait un homme libre honoraire de la Ville de Reigate. Il est décédé une semaine avant son 90e anniversaire.